# EMB (Groot-Brittannië)
EMB is een Brits historisch merk van motorfietsen
EMB stond voor: E.M. Bound.
Bound was een Engelse constructeur die in 1949 een 125cc-wegracemachine maakte. Bij nationale wedstrijden werden enkele goede resultaten geboekt.